# Trevor Guthrie
Trevor Guthrie (* 11. Februar 1973 in North Vancouver, British Columbia) ist ein kanadischer Sänger. Er war von 1993 bis 2005 Frontmann der Band soulDecision und ist inzwischen als Solokünstler unterwegs.

## Karriere

### soulDecision
Trevor Guthrie gründete 1993 zusammen mit seinen Studentenkollegen David Bowman und Ken Lewko die Band soulDecision. Nachdem die Band 1998 mit der Single Ooh It’s Kinda Crazy die erste Chartplatzierung verbuchen konnte, erreichte sie 1999 mit Faded Platz 1 der kanadischen Charts. Im Februar 2000 veröffentlichte sie ihr erstes Album No One Does It Better, das in Kanada und den USA in die Charts kam. Im Jahr 2005 trennte sich die Band.

### Solokarriere
2008 beschloss er, eine Solokarriere zu starten. Er begann mit mehreren Studioaufnahmen, die er jedoch nicht als Single veröffentlichte, allerdings zum kostenlosen Download anbot. Auf Plattformen wie MySpace konnte er erstmals einen Namen als Solokünstler machen.
Im Sommer 2013 konnte Guthrie als Sänger der Single This Is What It Feels Like des niederländischen DJs Armin van Buuren in vielen europäischen Ländern die Charts erreichen. In den deutschen Charts rückte das Lied bis auf Platz 42, während er unter anderem Belgien, Großbritannien und Ungarn die Top-10 erreichte. Zudem wurde das Lied bei den Juno Awards 2014 als Best Dance Recording ausgezeichnet. Im Bereich der EDM-Musik kam es daraufhin zu weiteren Kollaborationen, unter anderem auch mit dem Produzenten R3hab, wobei der Song Soundwave entstand, das in seiner Heimat eine Platzierung einräumen konnte. Ähnlichen Erfolg konnte auch seine Zusammenarbeit Let It Go mit dem niederländischen Musiker Laidback Luke. 
Am 8. Juni 2015 veröffentlichte Guthrie seine Solo-Single Summertime, mit der er ein Top-50-Platzierung in den kanadischen Single-Charts erreichte.
Gegen Ende des Jahres 2017 veröffentlichte das schwedische DJ-Duo Axwell Λ Ingrosso den Song Dreamer, der bereits Ende des Jahres 2016 produziert und premiert wurde. Während sie das Lied 2016 noch Progressive-House-lastig gestalteten, basierte Dreamer nach Veröffentlichung auf einem Stil, der dem des Vorgängers More Than You Know sehr ähnelte. Mit dem Lied gelang es Guthrie sich erstmals seit This Is What It Feels Like, in den Single-Charts des deutschsprachigen Raumes zu platzieren. Auch im Airplay erreichte Dreamer eine hohe Nachfrage.
Das im Dezember 2018 von Alan Walker veröffentlichte Album Different World enthält ein Feature mit Guthrie, das den Titel Do It All For You trägt.

## Diskografie

### soulDecision
Alben
- 2000: No One Does It Better
- 2004: Shady Satin Drug

Singles
- 1997: Tonight
- 1997: Not Enough
- 1998: Ooh It’s Kinda Crazy
- 1999: Faded (featuring Thrust)
- 2000: No One Does It Better
- 2000: Gravity
- 2001: Let’s Do It Right
- 2004: Cadillac Dress
- 2004: Kiss the Walls
- 2004: Hypnotize

### Solo
| Jahr | Titel Album                        | Höchstplatzierung, Gesamtwochen, AuszeichnungChartplatzierungen (Jahr, Titel, Album, Platzierungen, Wochen, Auszeichnungen, Anmerkungen) | Höchstplatzierung, Gesamtwochen, AuszeichnungChartplatzierungen (Jahr, Titel, Album, Platzierungen, Wochen, Auszeichnungen, Anmerkungen) | Höchstplatzierung, Gesamtwochen, AuszeichnungChartplatzierungen (Jahr, Titel, Album, Platzierungen, Wochen, Auszeichnungen, Anmerkungen) | Höchstplatzierung, Gesamtwochen, AuszeichnungChartplatzierungen (Jahr, Titel, Album, Platzierungen, Wochen, Auszeichnungen, Anmerkungen) | Höchstplatzierung, Gesamtwochen, AuszeichnungChartplatzierungen (Jahr, Titel, Album, Platzierungen, Wochen, Auszeichnungen, Anmerkungen) | Höchstplatzierung, Gesamtwochen, AuszeichnungChartplatzierungen (Jahr, Titel, Album, Platzierungen, Wochen, Auszeichnungen, Anmerkungen) | Anmerkungen                                                                   |
| Jahr | Titel Album                        | DE | AT | CH | UK | US | CA | Anmerkungen                                                                   |
| ---- | ---------------------------------- | --- | --- | --- | --- | --- | --- | ----------------------------------------------------------------------------- |
| 2013 | This Is What It Feels Like Intense | DE42 Gold · (19 Wo.)DE | AT7 (28 Wo.)AT | CH15 (20 Wo.)CH | UK6 Gold · (19 Wo.)UK | US96 Gold · (1 Wo.)US | CA6 ×3Dreifachplatin · (37 Wo.)CA | Erstveröffentlichung: 29. April 2013 Armin van Buuren feat. Trevor Guthrie    |
| 2014 | Soundwave                          | — | — | — | — | — | CA31 (24 Wo.)CA | Erstveröffentlichung: 15. September 2014 mit R3hab                            |
| 2015 | Summertime                         | — | — | — | — | — | CA46 (12 Wo.)CA | Erstveröffentlichung: 8. Juni 2015                                            |
| 2015 | Let It Go Focus                    | — | — | — | — | — | CA77 (9 Wo.)CA | Erstveröffentlichung: 6. November 2015 mit Laidback Luke                      |
| 2017 | Dreamer More Than You Know         | DE34 Gold · (19 Wo.)DE | AT20 (21 Wo.)AT | CH44 (19 Wo.)CH | — | — | — | Erstveröffentlichung: 8. Dezember 2017 Axwell Λ Ingrosso feat. Trevor Guthrie |